# Passverordnung
Die Passverordnung (PassV) vom 19. Oktober 2007 ist eine auf Ebene des Bundes erlassene deutsche Rechtsverordnung, die Einzelheiten des Passrechts auf Grund von Ermächtigungen im Passgesetz (PassG) regelt. Sie trat als Artikel 1 der Verordnung zur Änderung passrechtlicher und anderer Vorschriften am 1. November 2007 in Kraft.

## Regelungsgegenstände
Die Verordnung regelt folgende Gegenstände:
- Passmuster,
- Befreiung von der Passpflicht und Passersatzpapiere,
- Amtliche Pässe und
- Gebühren.

## Vorgänger
Die folgenden Verordnungen wurden durch die Passverordnung inhaltlich abgelöst und traten zeitgleich mit Inkrafttreten der Passverordnung am 1. November 2007 außer Kraft:
- die Passmusterverordnung,
- die bisherige Verordnung zur Durchführung des Passgesetzes,
- die Verordnung über amtliche Pässe der Bundesrepublik Deutschland und
- die Passgebührenverordnung.

Mit der Änderungsverordnung vom 8. August 2005 wurde bestimmt, dass biometrische Daten in Form eines in ein Speichermedium eingebrachten Lichtbilds in den Reise-, Dienst- und Diplomatenpass aufgenommen werden und diese Pässe mit dem entsprechenden Signet auf dem Passeinband gekennzeichnet werden (siehe biometrischer Reisepass).

## Materialien
- Entwurf der Verordnung zur Änderung passrechtlicher und anderer Vorschriften (BR-Drs. 373/07) (PDF; 7,98 MB)